# Золота доба фінського мистецтва

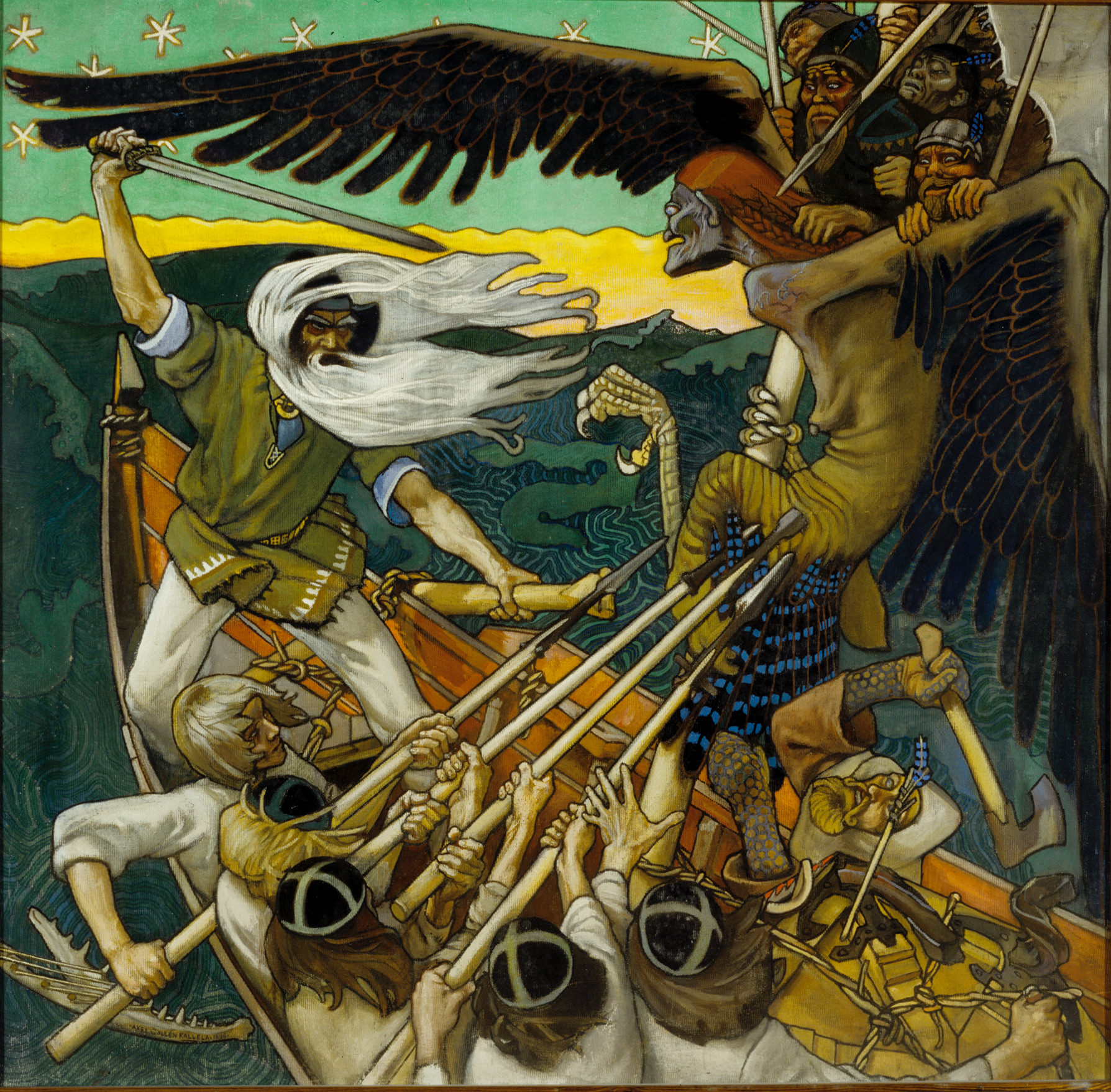
Акселі Галлен-Каллела. Захист Сампо. Калевала. 1896

Золота доба фінського мистецтва (фін. Suomen taiteen kultakausi) — період розквіту мистецтва Фінляндії у 1880—1905/1910 роки, який збігся з національним пробудженням. Найвидатніша епоха в фінського живопису кінця XIX — початку XX століть.
На його початку в поле зору фінських художників потрапив французький реалізм і натуралізм.
Загальноєвропейську популярність фінське мистецтво завоювало в 1900 році на Всесвітній виставці в Парижі, де фінський павільйон став одним з найпопулярніших. У той час фінські художники вже перейняли правдиву і природну манеру зображення, і, застосовуючи свої навички, розкривали для широкої публіки красу північної природи і народну тематику. Пошуки свого коріння в карельських селах, національна ідея і дух опору політичному тиску Російської імперії сплелися воєдино в фінському мистецтві в десятиліття, що передувало зміні століть. Це було пов'язано і зі створенням спрощеної образотворчої мови, названої в той час «декоративною», і з усе зростаючим інтересом до внутрішнього світу людини. Пустельний зимовий пейзаж, дрімучий ліс, міфи і перекази — саме там велися пошуки символів, необхідних для створення народної самосвідомості за часів національного пробудження.
В цей час відзначений розквіт також у фінській літературі, музиці й архітектурі.
Відомими представниками фінської культури того часу були Еміль Вікстрьом, Акселі Галлен-Каллела, Альберт Гебхард, Ейно Лейно, Елієль Саарінен, Ян Сібеліус, Пекка Халонен, Хелена Шерфбек, Альберт Едельфельт, Ееро Ярнефельт та інші.
Закінчується ж умовно золота доба фінського мистецтва загальним страйком 1905 року і відкриттям виставки фінського мистецтва в Парижі в 1908 році.

## Галерея

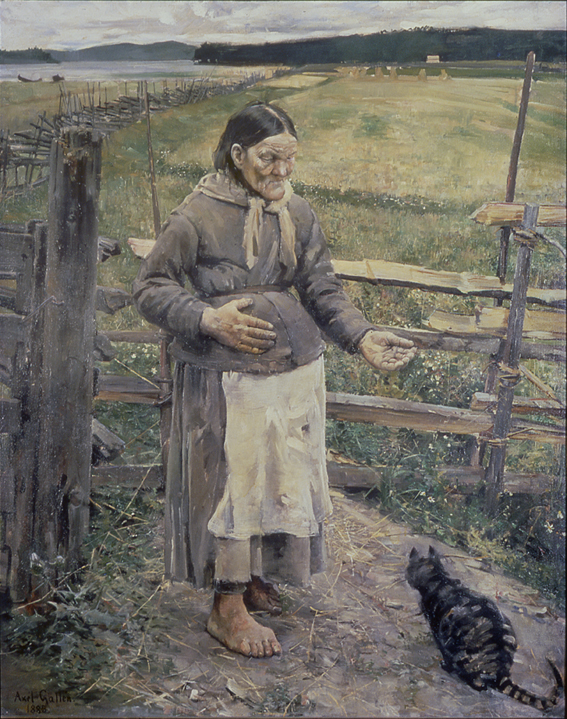
Акселі Галлен-Каллела. Старенька і кіт, 1885.
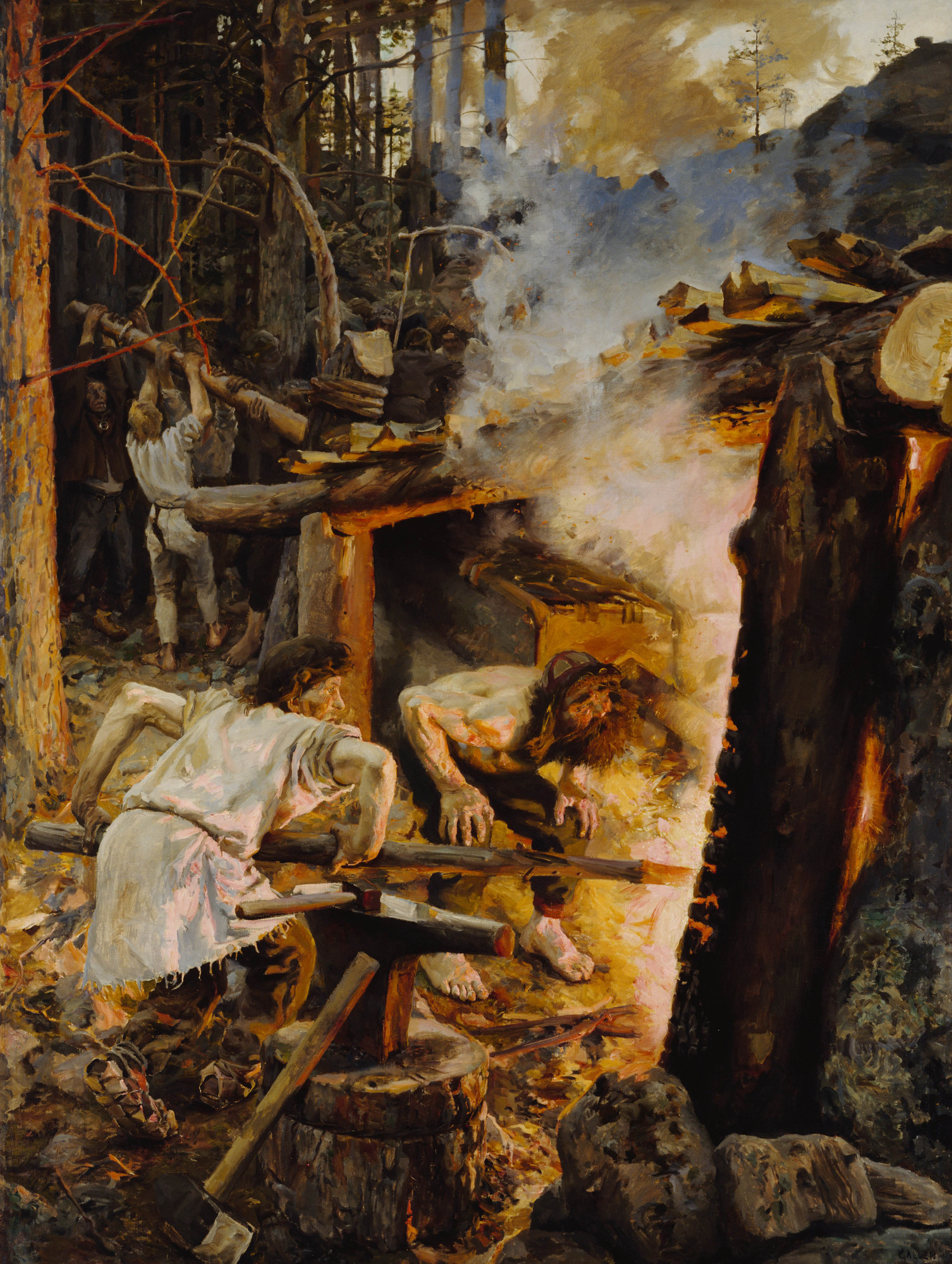
Акселі Галлен-Каллела. Калевала, 1893.
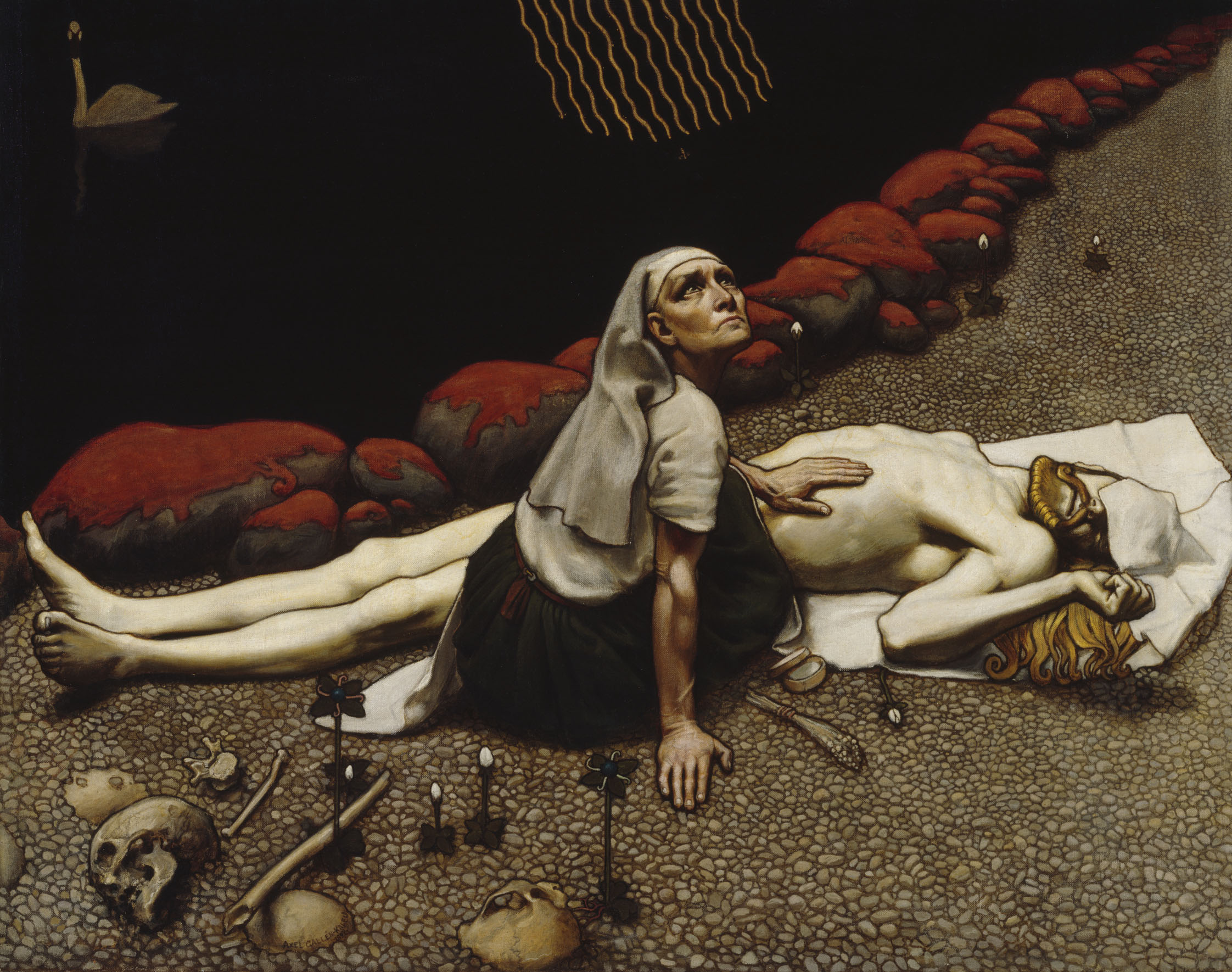
Акселі Галлен-Каллела.Мати Леммінкяйнена, Калевала, 1897.
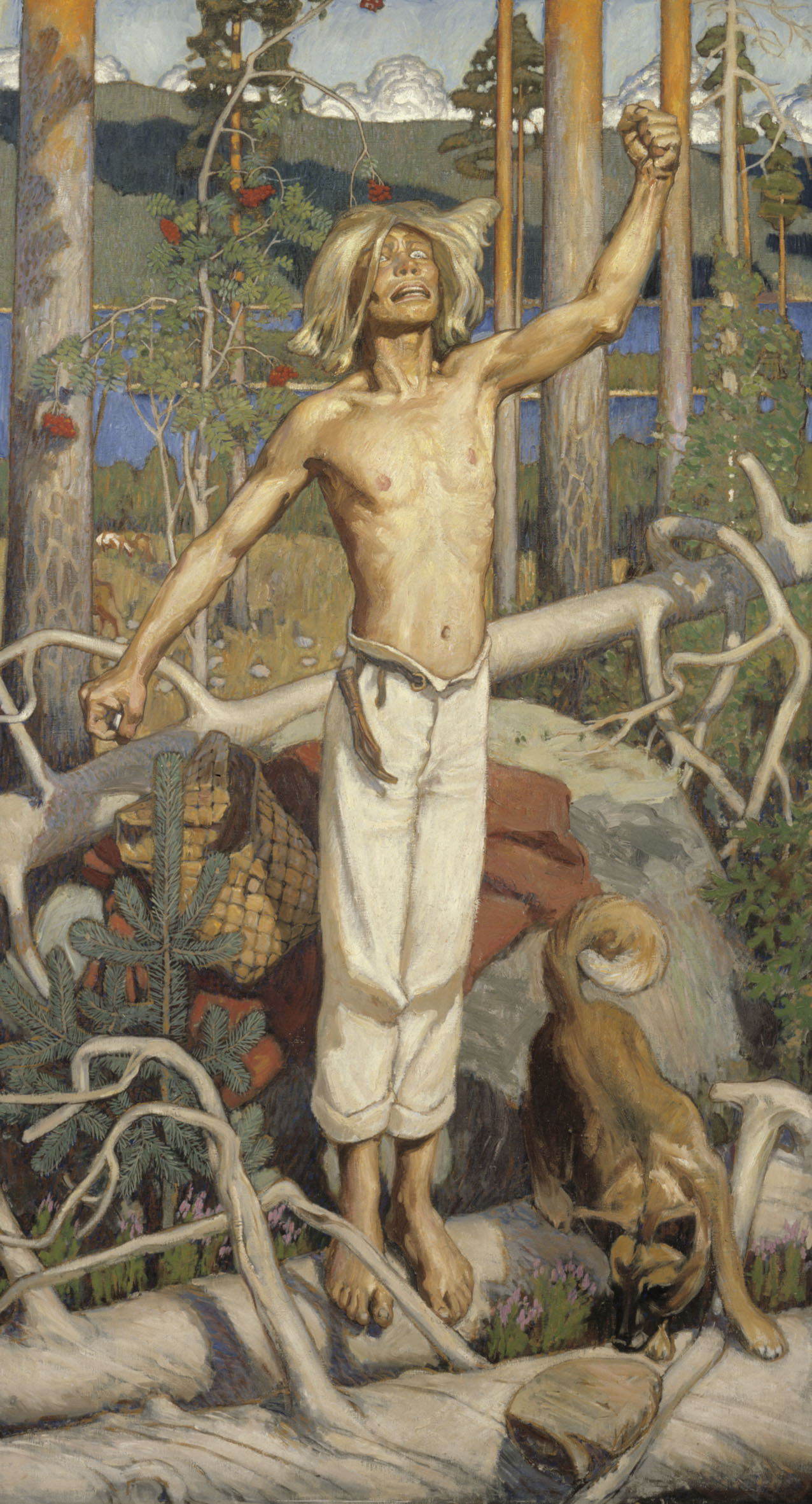
Акселі Галлен-Каллела. Калевала, 1899.
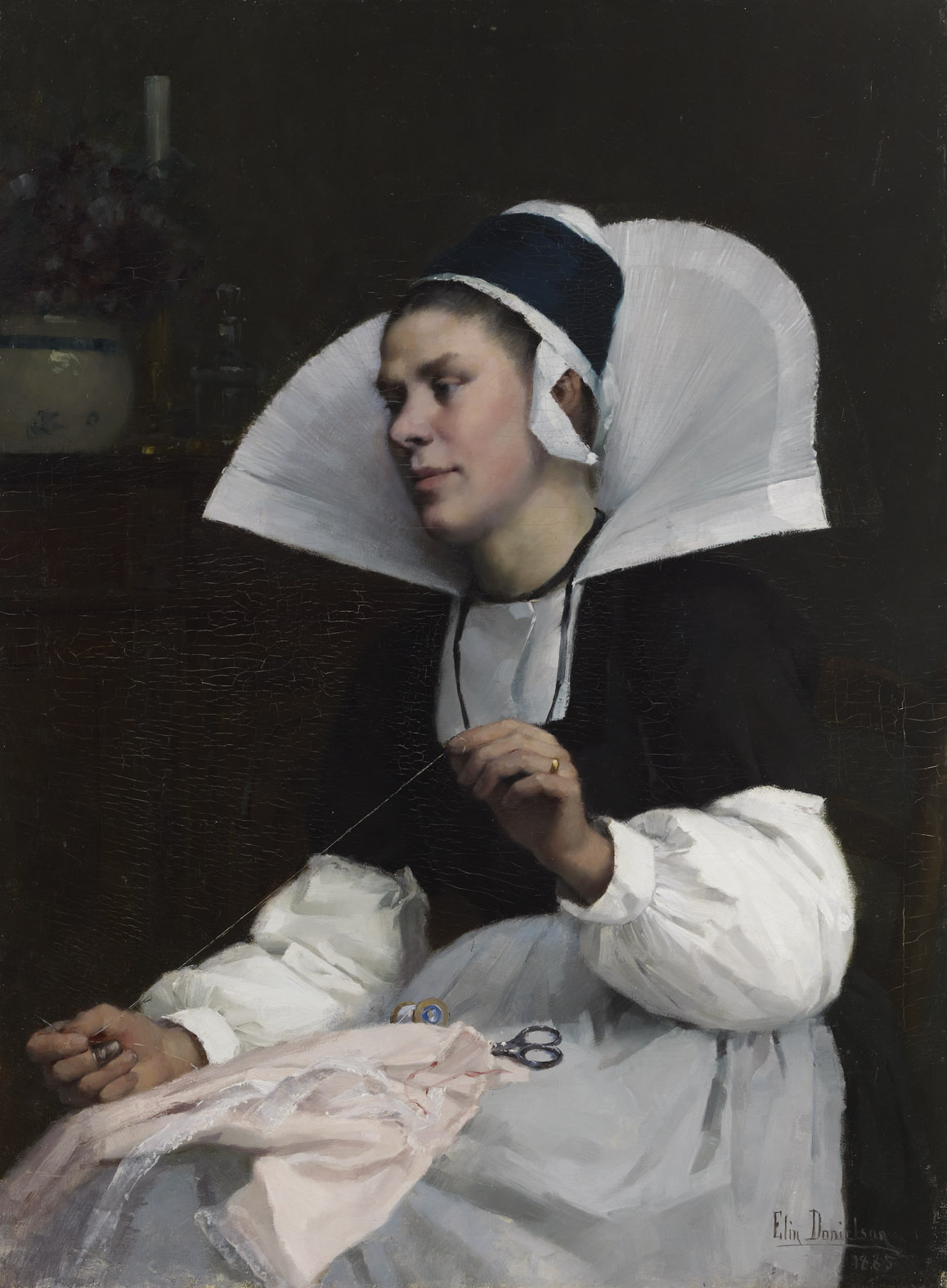
Елін Даниельсон-Гамбоджі. Молода мати, 1885.
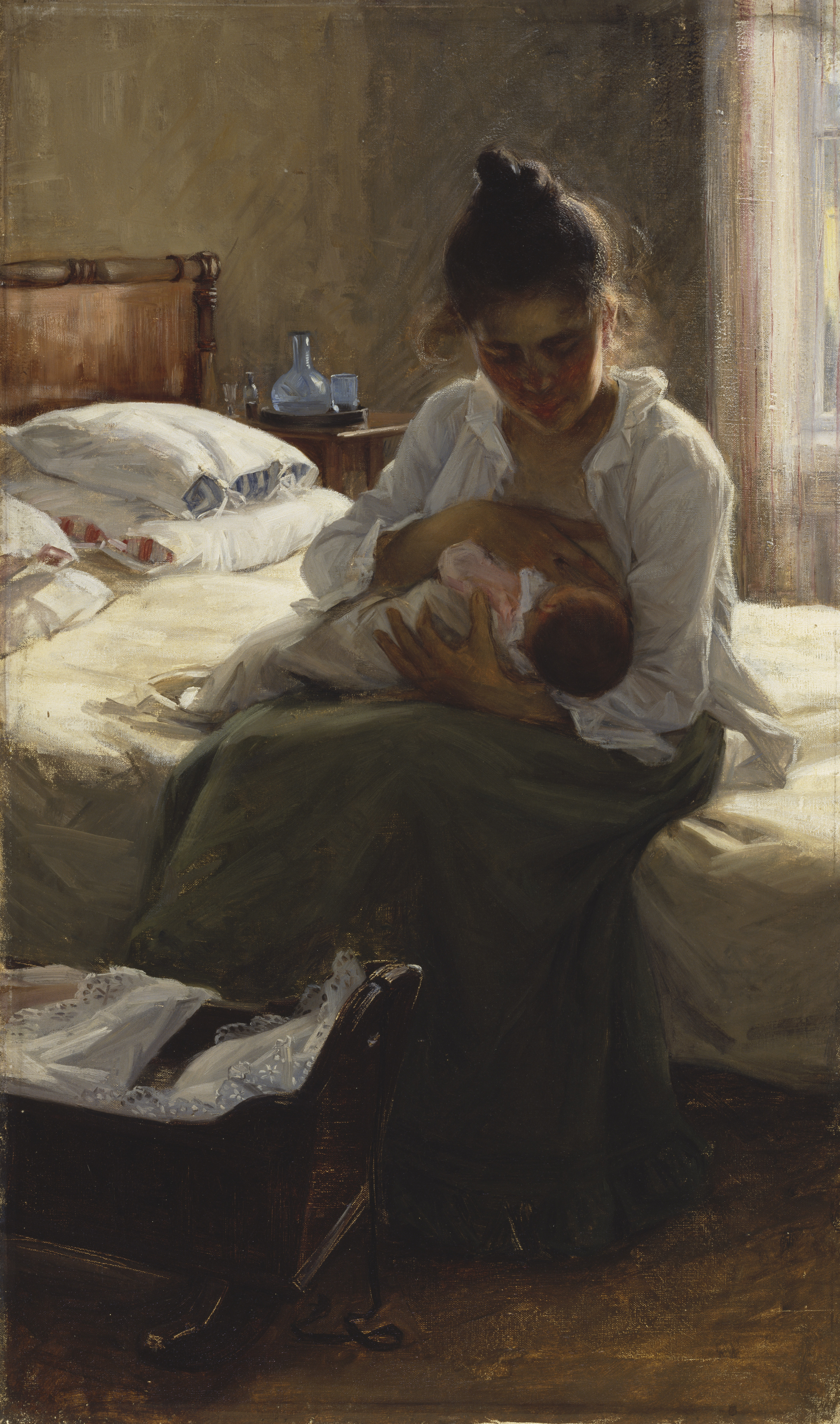
Елін Даниельсон-Гамбоджі.  Материнство, 1893.
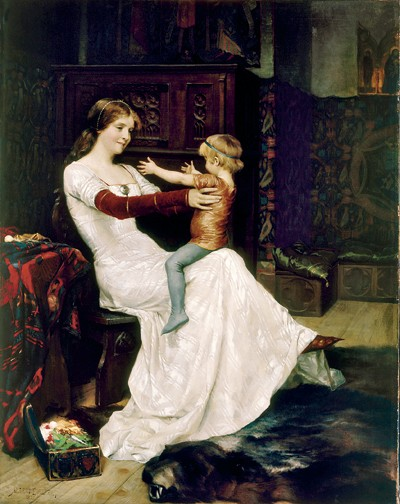
Альберт Едельфельт. Мати грає з дитиною, 1877.
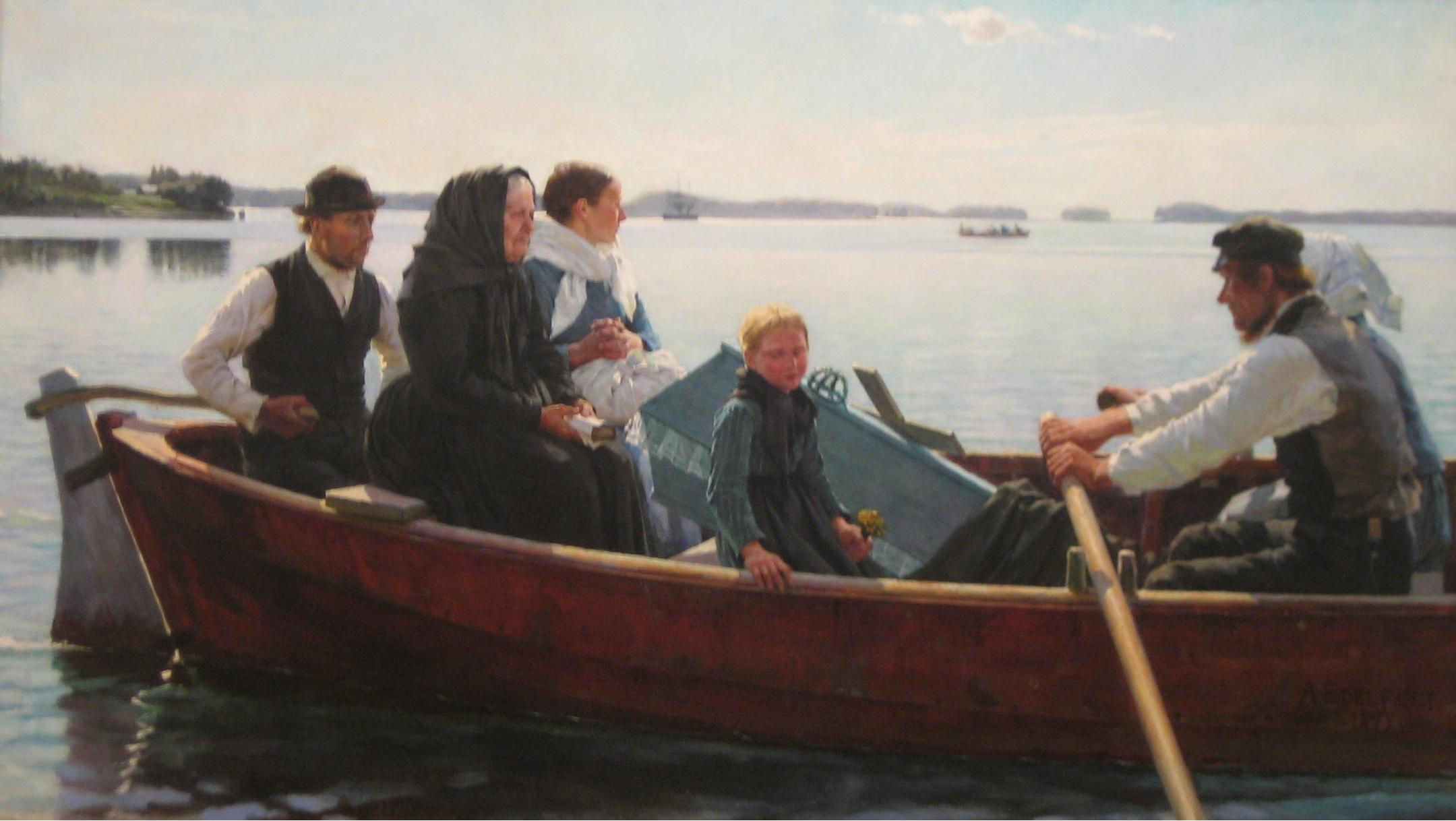
Альберт Едельфельт.  Похорон дитини, 1879.